# امانگودی
امانگودی (به انگلیسی: Ammangudi) یک منطقهٔ مسکونی در هند است که در تامیل نادو واقع شده‌است.

## خصوصیات
امانگودی ۱٬۳۵۶ نفر جمعیت دارد.